# Santiago Silva Retamales
Santiago Silva Retamales (La Calera, 17 de junio de 1955) es Obispo de Valdivia, Chile y fue presidente de la Conferencia Episcopal de Chile entre los años 2016 y 2021. Ordenado sacerdote el 24 de octubre de 1980 en la Iglesia Catedral de Valparaíso.

## Biografía
Monseñor Santiago Silva Retamales nació en La Calera, V Región de Valparaíso, el 17 de junio de 1955. Es hijo de don Santiago Silva Vidal y de doña Luzmira Retamales Arqueros, quienes residen en dicha ciudad. Es el mayor de cuatro hermanos: tres hombres y una mujer.

## Estudios
Hizo sus estudios básicos en el Colegio Marista "San José" de La Calera (actualmente no pertenece  la Congregación de los Hermanos Maristas), y la enseñanza media en el Colegio "Champagnat" de Villa Alemana, también de la congregación Marista. Luego de egresar de cuarto medio hizo una experiencia de vida religiosa en la Congregación de los Hermanos Maristas en Argentina. Posteriormente, ingresó al Seminario Mayor San Rafael de Lo Vásquez, siendo ordenado sacerdote el 24 de octubre de 1980 en la Iglesia Catedral de Valparaíso, por Monseñor Emilio Tagle Covarrubias.

## Aportes a la Iglesia
Durante seis años se desempeñó como párroco de Nuestra Señora de La Candelaria de Algarrobo. Ha sido profesor, formador, vicerrector y, desde 1998, rector del Pontificio Seminario Mayor San Rafael de Lo Vásquez. También se ha desempeñado como profesor de Sagrada Escritura en la Facultad de Teología de la Universidad Católica de Chile. Asimismo, ha colaborado en la pastoral del Liceo José Cortés Brown, con sedes en Recreo y en Cerro Castillo y del Colegio Seminario San Rafael, ambos establecimientos de Viña del Mar.
Monseñor Santiago Silva es Licenciado en Teología Dogmática en la Pontificia Universidad Católica de Chile y Licenciado en Sagrada Escritura en el Pontificio Instituto Bíblico de Roma. Recibió su consagración episcopal el 6 de abril de 2002 a las 10:30, en la Iglesia Catedral de Valparaíso.
Mons. Santiago Silva es el Obispo Presidente de la Comisión Nacional de Animación Bíblica de la Pastoral, organismo de la Conferencia Episcopal de Chile. Además, es Obispo Responsable del Centro Bíblico Pastoral para América Latina (CEBIPAL), del Consejo Episcopal Latinoamericano, CELAM. En su calidad de perito en materias bíblicas participó en mayo de 2007 en la V Conferencia General del Episcopado de América Latina y el Caribe, en Aparecida, Brasil. También fue uno de los representantes de la Conferencia Episcopal de Chile en el Sínodo de los Obispos sobre la Palabra de Dios, que se efectuó en la Santa Sede en octubre de 2008, instancia en la que fue nombrado Vicepresidente de la Comisión Redactora del Mensaje Final del Sínodo.
En diciembre de 2008 la 96.ª Asamblea Plenaria de la Conferencia Episcopal de Chile lo eligió como Secretario General del Episcopado por el período 2008-2011.
El 19 de mayo de 2011 fue elegido por la XXXIII Asamblea Ordinaria del Consejo Episcopal Latinoamericano, realizada en Montevideo, Uruguay, como secretario general del CELAM (Consejo Episcopal Latinoamericano) por el período 2011-2015. 

### Estudios y títulos obtenidos
- Primaria en el Colegio Marista "San José" de La Calera.
- Educación Media en el "Instituto Rafael Ariztía" de Quillota y el Colegio "Marcelino Champagnat" de Villa Alemana.
- Experiencia de vida religiosa en la congregación de los Hermanos Maristas.
- Seminario Mayor San Rafael de Lo Vásquez, de la diócesis de Valparaíso.
- Magíster en Teología Dogmática por la Pontificia Universidad Católica de Chile.
- Licenciado en Sagrada Escritura por el Pontificio Instituto Bíblico de Roma.

### Sacerdote
Fue ordenado presbítero el 24 de octubre de 1980 en la iglesia catedral de Valparaíso, por Mons. Emilio Tagle Covarrubias.

#### Cargos
- Párroco de Nuestra Señora de la Candelaria de Algarrobo.
- Profesor, formador, vicerrector en Seminario Mayor San Rafael de Lo Vásquez, diócesis de Valparaíso.
- Rector del Pontificio Seminario Mayor San Rafael de Lo Vásquez, diócesis de Valparaíso.
- Profesor de Sagrada Escritura en la Facultad de Teología de la Pontificia Universidad Católica de Chile, en el Seminario Pontificio Mayor San Rafael y en la Pontificia Universidad Católica de Valparaíso.

## Obispo

### Nombramiento como obispo auxiliar
El 16 de febrero de 2002, el papa Juan Pablo II lo nombró Obispo titular de Bela y Auxiliar de la diócesis de Valparaíso.

### Consagración
Fue ordenado obispo el 6 de abril de 2002.

#### Obispos consagrantes
- Consagrante principal:
  - Mons. Gonzalo Duarte García de Cortázar, SS.CC.  (Obispo de Valparaíso)
- Principales Co-consagrantes:
  - Cardenal Francisco Javier Errázuriz Ossa, (Arzobispo de Santiago de Chile)
  - Mons. Francisco Javier Prado Aránguiz, SS.CC.  (Obispo de Rancagua)

### Nombramientos como obispo
- El 7 de julio de 2015 el papa Francisco lo nombró Obispo Castrense de Chile.[4]
- El miércoles 23 de diciembre del 2020, el papa Francisco, lo nombró Obispo de Valdivia Chile, tomado posesión del cargo el 19 de marzo de 2021, Fiesta Patronal de San José.